# Joaquín María Fernández Cardín
Joaquín María Fernández Cardín (Pintueles, 1820-Madrid, 1893) fue un matemático y profesor español.

## Biografía
Matemático español nacido en la localidad asturiana de Pintueles en 1820. Hijo de una familia medianamente acomodada, mostró desde niño afición por el estudio. Era todavía muy joven cuando se licenció en Derecho y se doctoró en Ciencias. Desde los veinte años de edad se dedicó a la enseñanza, casi de un modo exclusivo a la de matemáticas elementales; explicó dichas ciencias en la Universidad de Oviedo y en el Instituto de San Isidro, establecido en la capital de España, desde 1853 hasta 1892. Hizo siempre vida retirada; sintió en todo tiempo verdadero horror a la política, y tuvo ideas religiosas muy arraigadas. Siete años antes de su muerte rehusó obstinadamente el cargo de director del citado instituto.
Sus Elementos de Matemáticas, escritos para los alumnos de la segunda enseñanza, sirvieron como libro de texto en varios institutos y centros de América y contó con muchas ediciones y hasta una extensa falsificación. También fue autor de unos Principios y unas Nociones de Aritmética y Geometría, que se dieron en diversas escuelas; un estudio sobre Pesas y medidas de Asturias, y un notable Plano de Oviedo, grabado a expensas del Ayuntamiento de aquella ciudad. Por estos y otros trabajos obtuvo la cruz de Carlos III, la de Isabel la Católica y varios premios de Sociedades Económicas y Exposiciones Universales. Una pertinaz dolencia le obligó a jubilarse un año antes de su fallecimiento, acaecido en Madrid el 20 de junio de 1893.